# Lipcówka

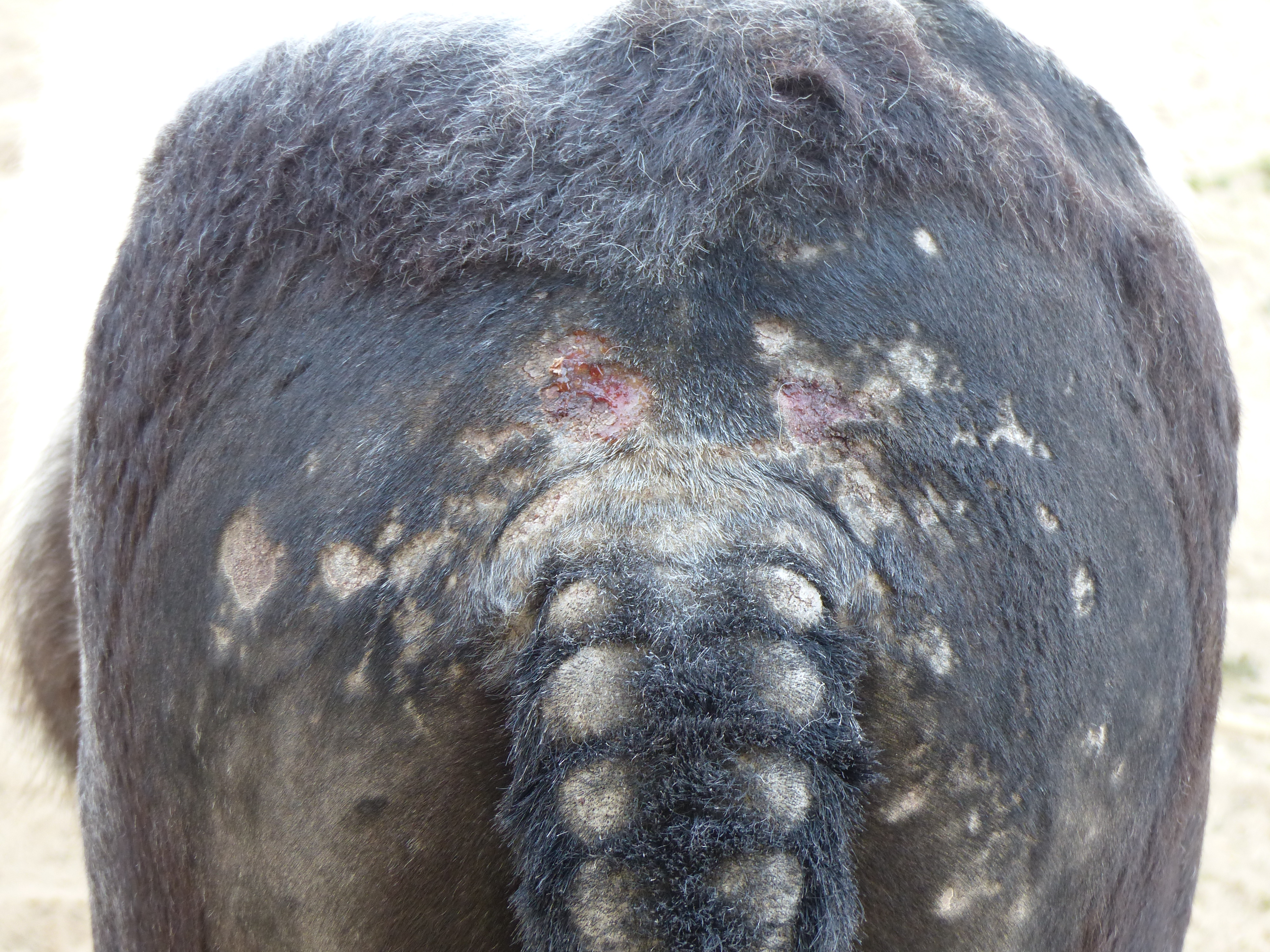

Lipcówka (inaczej: lipcówka, mucha, letni wyprysk, letnia egzema) – to sezonowe alergiczne zapalenie skóry u koni występujące w okresie letnim, wywoływane kilkoma różnymi czynnikami. Choroba występuje z różnym nasileniem na całym świecie i nazywana jest różnie, w zależności od kraju. W Polsce najczęściej używa się nazw: lipcówka, mucha, letni wyprysk albo letnia egzema. Nazwa lipcówka wynika z faktu, że dolegliwości te nasilają się u koni w lipcu. 

## Objawy
Zmiany skórne pojawiają się w postaci pęcherzyków, grudek, sączących się krost i wyłysień, przy czym każdy odcinek skóry ma inny obraz chorobowy. Objawom tym towarzyszy silny świąd. Konie, ocierając się o różne przedmioty, doprowadzają do powstania przeczosów, zranień i wtórnych zakażeń skóry. U koni szczególnie wrażliwych oprócz zmian skórnych, mogą pojawić się objawy ogólne, ze wstrząsem włącznie. 

## Muchówki Culicoides
Jednym z czynników wywołujących lipcówkę są ukłucia owadów, m.in. z rodziny Culicoides. Lekarze weterynarii oceniają, że około 4,6% populacji koniowatych jest nadwrażliwe na ich ukłucia. Okres występowania tego przypadku choroby uzależniony jest od okresu aktywności wspomnianych owadów. W polskich warunkach konie narażone są na ich ukłucia od kwietnia do września. W Australii, Stanach Zjednoczonych (Floryda) czy Izraelu konie chorują z tego powodu od lutego do listopada. 
Muchówki Culicoides mają swoje siedliska na obszarach wilgotnych, a okres ich żerowania przypada na godziny wieczorne i nocne. Atakują głównie konie wypasane w pobliżu rozlewisk wodnych i przebywające na pastwiskach do późnego wieczora lub całą noc. 
Miejscami predylekcyjnymi ukłuć owadów są: grzywa i kłąb, ogon, grzbiet, szyja, strefa Henriego, małżowiny uszne, guzy biodrowe, rzadziej żuchwa i grzbiet nosa. Zaobserwowano, że częściej są atakowane konie ciemno umaszczone, a wrażliwość na ukąszenie wzrasta wraz z wiekiem.
Nadwrażliwość na ukąszenia muchówek jest dziedziczna. Ta rodzinna skłonność do reakcji alergicznych przekazywana jest na źrebięta przeważnie przez matkę. Mogą ją również przekazywać ojcowie, u których nie występowały objawy chorobowe, ale chorowali ich dziadkowie i pradziadkowie. Konie cierpiące na tę chorobę mają skłonność do chorób alergicznych. 

## Inne czynniki
Inne czynniki wywołujące lipcówkę to intensywne światło słoneczne i specyficzne rośliny w diecie koni. Spożycie przez zwierzęta niektórych roślin powoduje podniesienie odpowiedzi ich organizmów na światło słoneczne. Wśród tych uczulających roślin literatura angielska wymienia: Hypericum - dziurawiec, Fagopyrum esculentum - gryka zwyczajna, Umballiferae i Rutacae, Ammi majus - aminek większy, Cymopterus watsonii, Trifolium - koniczyna, Medicago - lucerna, Erodium, Brassica. Jest też wiele innych roślin podejrzewanych o fotosensybilizację, ale do tej pory nie wyodrębniono z nich fototoksyn.
W tym przypadku lipcówki, dolegliwości w postaci wysypki zmieniającej się w strupy, a dalej w otwarte rany, występują tylko na biało umaszczonych częściach ciała, gdzie delikatnie pigmentowana skóra staje się nadwrażliwa na światło. 